# Ventura de Ágreda

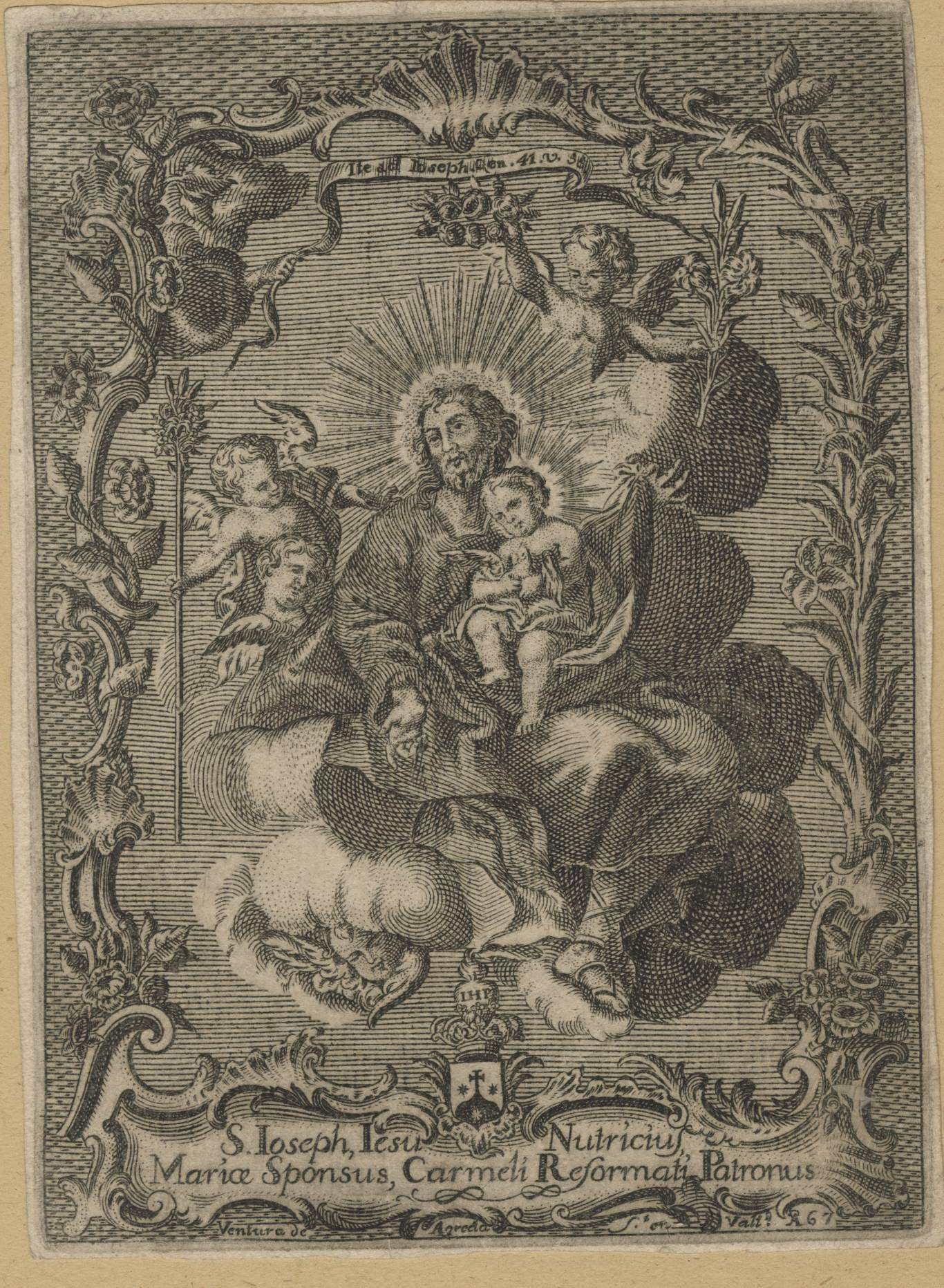
San José, estampa calcográfica, firmada «Ventura de Ágreda ft en Vall[adoli]d. A. 67». Inscripción: «S. Ioseph, Iesu Nutricius, Mariæ Sponsus, Carmeli Reformati Patronus». Huelva. Archivo Municipal de Huelva.

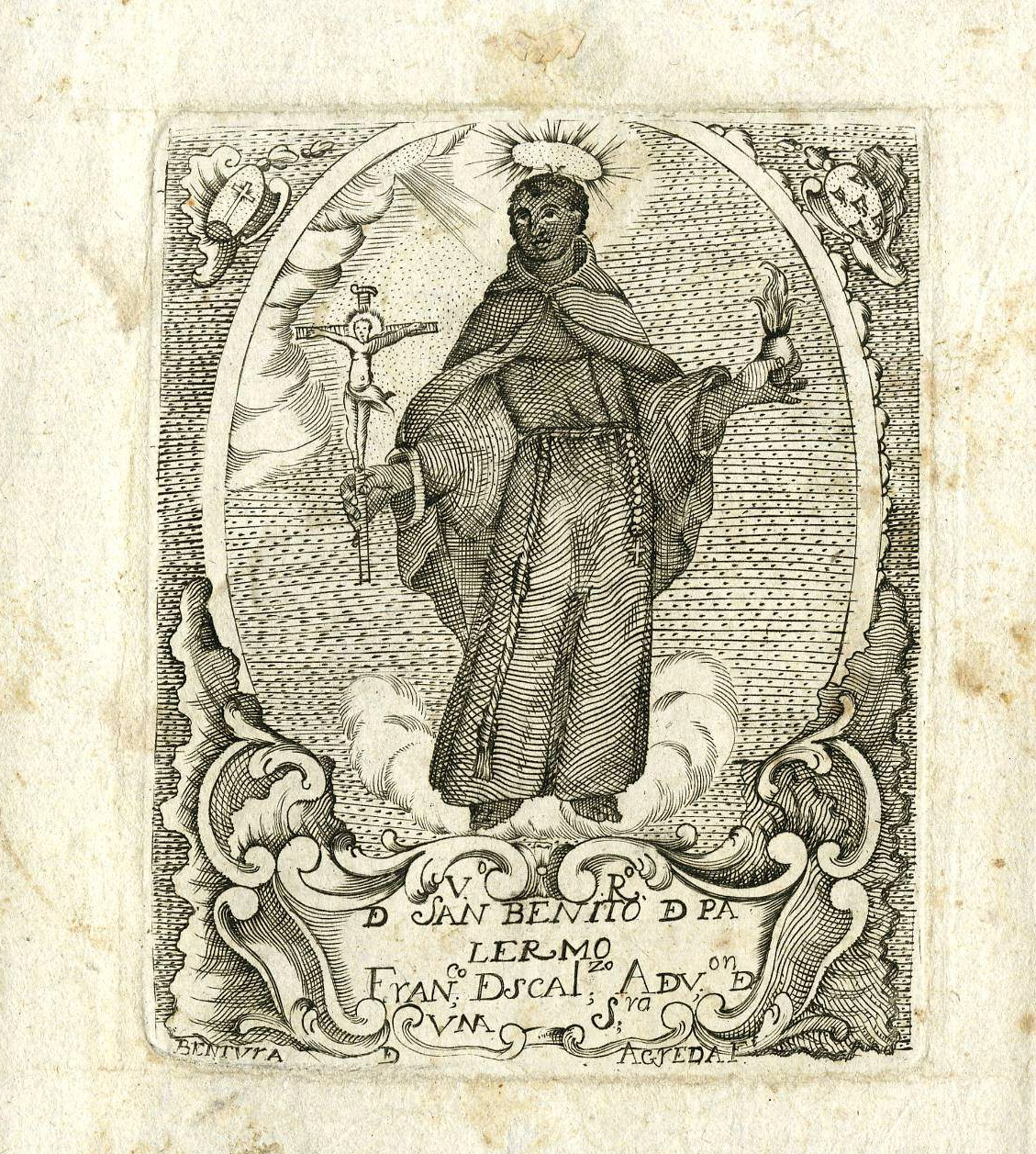
San Benito de Palermo, estampa calcográfica, Archivo Municipal de Huelva.

Buenaventura o Ventura de Ágreda (ft., 1754-1786) fue un grabador calcográfico español, activo en Salamanca en torno a 1754 y en Valladolid, donde se le documenta entre 1761 y 1786.

## Obra
De Buenaventura de Ágreda se conocen estampas sueltas de devoción y un par de grabados para libros, destacando por su número las estampas que reproducen imágenes populares encargadas por sus devotos y habitualmente por dibujos propios. En 1754 firmó y fechó en Salamanca el grabado calcográfico que antecede a la portada de la Historia del gran Padre y Patriarcha San Norberto de Manuel Abad Illana, con la apoteosis de San Norberto, en peana de nubes, recibiendo la iluminación procedente de una custodia entre la Virgen, que le entrega  el hábito, y san Agustín, que le hace entrega de la Regla,  enmarcado todo ello en cartela de perfiles recortados. Siete años después, en 1761, ahora en Valladolid, fechó el grabado calcográfico con el escudo del obispo de Oviedo Agustín González Pisador, publicado años más tarde al frente de las Constituciones synodales del año 1769, impresas en Salamanca por Andrés García Rico.
En estampas sueltas de devoción, el Archivo Municipal de Huelva, depositario de la colección formada por Diego Díaz Hierro, conserva dos estampas con San José y el Niño como patrón del Carmelo reformado, estampa fechada en Valladolid en 1767, y san Benito de Palermo en actitud extática, estampa abierta «a dev[oci]ón de una s[eño]ra».
Reproducciones de imágenes devotas son, entre otras, la de Nuestra Señora de las Fuentes, talla que se veneraba en su ermita a las afueras de Aguilar de Campos, grabada por dibujo de José Pastrana y firmada en Valladolid, en 1765; la de Santa Catalina de Siena del convento de su misma advocación de Valladolid (1767), y las también vallisoletanas de San Francisco de Paula, que reproduce la escultura del titular en el convento de Nuestra Señora de la Victoria, fechada en 1769, y de Santa Rita de Casia, del convento de Agustinos, estampada en 1786, o, fuera de Valladolid, la de la Virgen del Rosario como se venera en el convento de Santo Tomás de Ávila (1771) y la de la Virgen del Cubillo, venerada en Aldeavieja (Ávila) (1780), la Peregrina de Nuestra Señora del Refugio de Sahagún con dedicatoria a Luisa de Borbón, princesa de Asturias (1776), la de la Virgen del Castillo de la ermita de Tamariz de Campos (1776), o la de Nuestra Señora del Henar, guardada en su ermita extramuros de la villa de Cuéllar (Segovia), de las que existen estampas en la Biblioteca Nacional de España. También la del Divino Niño, con corona y cetro como se mostraba en el convento de San Francisco de Villacastín (Segovia), 1771, de la que el Metropolitan Museum of Art de Nueva York guarda un ejemplar estampado en seda.